# ميخائيل إتش ألبرت
ميخائيل إتش ألبرت (بالإنجليزية: Michael H. Albert)‏ هو رياضياتي وعالم حاسوب ومهندس نيوزيلندي، ولد في 20 سبتمبر 1962.